# Танимука-ретуара
Танимука-ретуара (Letuama, Letuhama, Ohañara, Opaima, Retuama, Retuarã, Tanimboka, Tanimuca-Letuama, Tanimuca-Retuarã, Uairã, Ufaina) — находящийся под угрозой исчезновения туканский язык, на котором говорят народы танимука и ретуара, проживающие на реках Апапорис, Гуакая и Оияка (притоки рек Мирити-Парана), Мирити-Парана, Попеяка около устья реки Пира, ниже Попеяка, в департаменте Амасонас в Колумбии. Танимука и ретуара — это 2 этнические группы, живущие рядом друг с другом, которые говорят на одном языке. Есть диалекты ретуара и танимука.